# Al-Fateh SC
Al-Fateh Sports Club (arabisk: نادي الفتح الرياضي) er en saudiarabisk fodboldklub fra Hofuf. Klubben spiller på nuværende tidspunkt i Saudi Pro League, den bedste række i Saudi-Arabien.